# 許乃昌
許乃昌（1907年2月14日—1975年9月15日），彰化人，是日治時代的左派政治運動者、新聞業工作者。第一位留俄的台灣人。姪子為台獨運動參與者、前台灣駐日代表許世楷。

## 生平
許乃昌於明治四十年（1907年）2月14日出生於今彰化市，為許嘉種長男。1920年代初期曾先後留學南京暨南學校以及國共合作時期的上海大學，成為中國社會主義青年團與中國共產黨最早的台籍黨員，並與彭華英和朝鮮革命者、中國大陸各省革命青年共同創辦左翼組織台灣赤華會（又稱赤華黨）和平社。許乃昌以平社為基礎，在1924年4月的上海創辦台灣最早的左翼刊物《平平旬刊》，並與瞿秋白在同年底刊行的《新青年季刊》第四期針對台灣革命問題進行對話。1924年下半年，前往蘇聯進入莫斯科的東方勞動者共產主義大學。1925年進入東京的日本大學，參與左派政治運動。曾作為主要左翼理論家而與陳逢源在《台灣民報》就中國是否可未經資本主義進入社會主義進行筆戰，史稱中國改造論爭。
昭和七年（1932年），許乃昌進入《興南新聞》社工作，十二年（1937年）出任昭和製紙株式會社經營專務取締役。十七年（1942年）任臺北市集大產業株式會社支配人。
戰後許乃昌任職林茂生創辦的《台灣民報》編輯，1947年發生二二八事件時受到國民政府通緝而逃亡。事件後曾在林呈祿邀請下擔任東方出版社總經理。根據姪子許世楷回憶，許乃昌在1950年代曾多次被國民黨政府特務問話，後來才知是因為蔣介石父子想走蘇俄路線，遂調查其在莫斯科的人脈。
妻黃錦繡，為臺灣文化協會會員黃呈聰之長女。

## 相關研究及書目
- 林靜竹. . 台灣: 前衛出版社. 2006. ISBN 9789578014985.
- . . 史繹. 2007, (第35期): 69–140  [2024-7-10].
- . . 台灣: 海峽學術出版社. 2009: 155–206. ISBN 9789866480195. doi:10.978.98664800/195.
- 張炎憲、陳美容主編. . 台灣: 吳三連台灣史料基金會. 2012年: 26. ISBN 9789868711372.